# کارت بین‌المللی دانشگاهیان

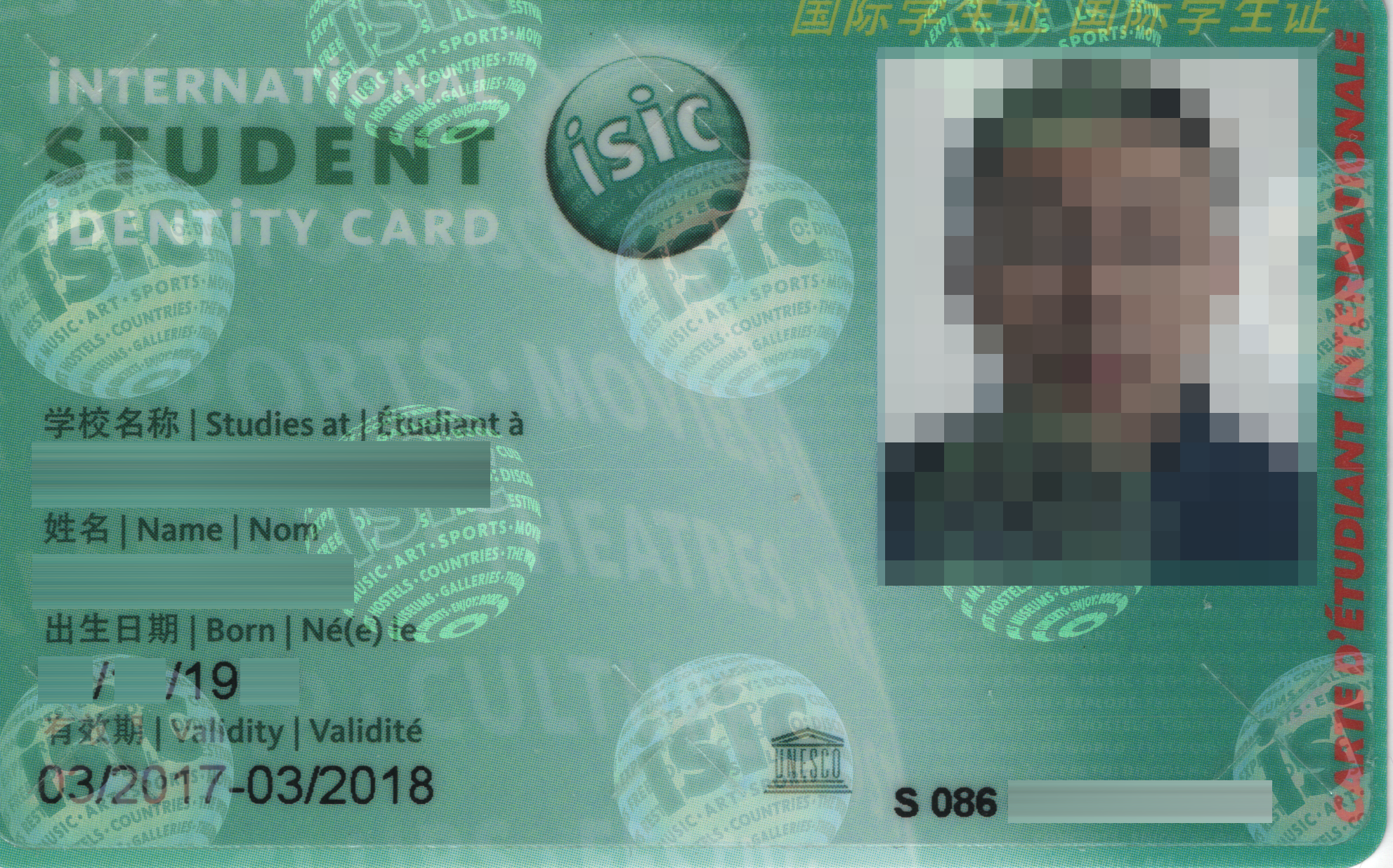
یک کارت برای دانشجوی اهل چین

کارت بین‌المللی دانشجویی (به انگلیسی: ISIC) و کارت بین‌المللی هیئت علمی (به انگلیسی: ITIC) دو نوع سند هویتی هستند که برای دانشگاهیان اعم از استادها و دانشجویان توسط مجمع صدور کارت بین‌المللی دانشگاهیان ارائه می‌شوند. صدور این نوع کارت دارای سابقه‌ای ۷۰ ساله در سطح جهان است و به وسیله آن می‌توان از خدمات بسیاری در سطح بین‌المللی و در ایران و نیز به‌صورت آنلاین استفاده نمود.
خدمات این کارت شامل تخفیف در استفاده از هتل‌ها، رستوران‌ها، سینماها، مراکز پزشکی، انتشارات، مجلات و … در سطح ایران و سراسر دنیا است.
دارندگان این کارت در ایران می‌توانند از خدمات سامانه دانشگاهیان شامل دوره‌های آموزشی زبان انگلیسی، دوره‌های مهارت فردی و خدماتی نظیر ثبت شرکت رایگان برخوردار شوند.  تا مردادماه ۱۴۰۴ حدود ۱۲۵ هزار دانشجو و هیات علمی عضو این سامانه شده‌اند.

## مختصری دربارهٔ کارت
| ISIC                   | کارت بین‌المللی دانشگاهیان |
| نخستین سال آغاز به کار | ۱۹۵۳ |
| دارندگی حق صدور        | مجمع صدور کارت بین‌المللی دانشگاهیان حق مالیکت این کارت را داراست.                                                                     |
| تعداد فروش سالیانه     | ۴٬۵ میلیون کارت در سال |
| صلاحیت                 | تنها دانش آموزان دبیرستانی، دانشجویان و اعضای هیئت علمی دانشگاه‌ها که به طور تمام وقت مشغول به تحصیل باشند، واجد شرایط اخذ کارت هستند. |
| کمینه سن               | ۱۲ سال به بالا. |
| مدت اعتبار کارت        | مدت اعتبار کارت ۱۶ ماه، یعنی ۴ ماه بیش از یک سال تحصیلی است و می‌بایست پس از آن دوباره تمدید شود.                                      |

## پذیرندگان و سازمان‌های طرف قرارداد
- AIESEC[۲]
- گروه کشورهای حوضه آند[۳]
- مجمع بین‌المللی داروسازان[۴]
- ELSA[۵]
- مجمع دانشجویان اروپا[۶][۷][۸][۹][۱۰][۱۱][۱۲]
- مجمع دانشجویان اروپایی رشته حقوق (ELSA)[۱۳]
- مجمع کارت جوانان اروپا (EYCA)[۱۴]
- مجمع جهانی مسافرت دانشجویان جوان (WYSETC)[۱۵]
- یونسکو[۱۶][۱۷][۱۸]
- سازمان جهانی پس‌انداز بانکی (WSBI)[۱۹]
- کمیته اروپایی جوانان فعال[۲۰]
- هتل آکور[۲۱][۲۲]
- e-academy[۲۳]
- Education First
- مسترکارت[۲۴][۲۵]
- مایکروسافت[۲۶][۲۷]
- The Economist
- اکسپو ۲۰۲۰

## رخدادها
در هر سال اعضای مجمع بین‌المللی صدور کارت دانشگاهیان، اعضای سازمان‌های پذیرنده و سازمان‌های همکار که به گونه‌ای با این پروژه در ارتباط هستند، یک گردهم آیی سه روزه را هر بار در یک کشور برپا می‌کنند.
| سال  | میزبان                     |
| ---- | -------------------------- |
| ۲۰۱۱ | تالین، استونی              |
| ۲۰۱۲ | میامی، ایالات متحده آمریکا |
| ۲۰۱۳ | کوپنهاگن، دانمارک          |
| ۲۰۱۴ | سئول، کره جنوبی            |